# Bolzano Vicentino

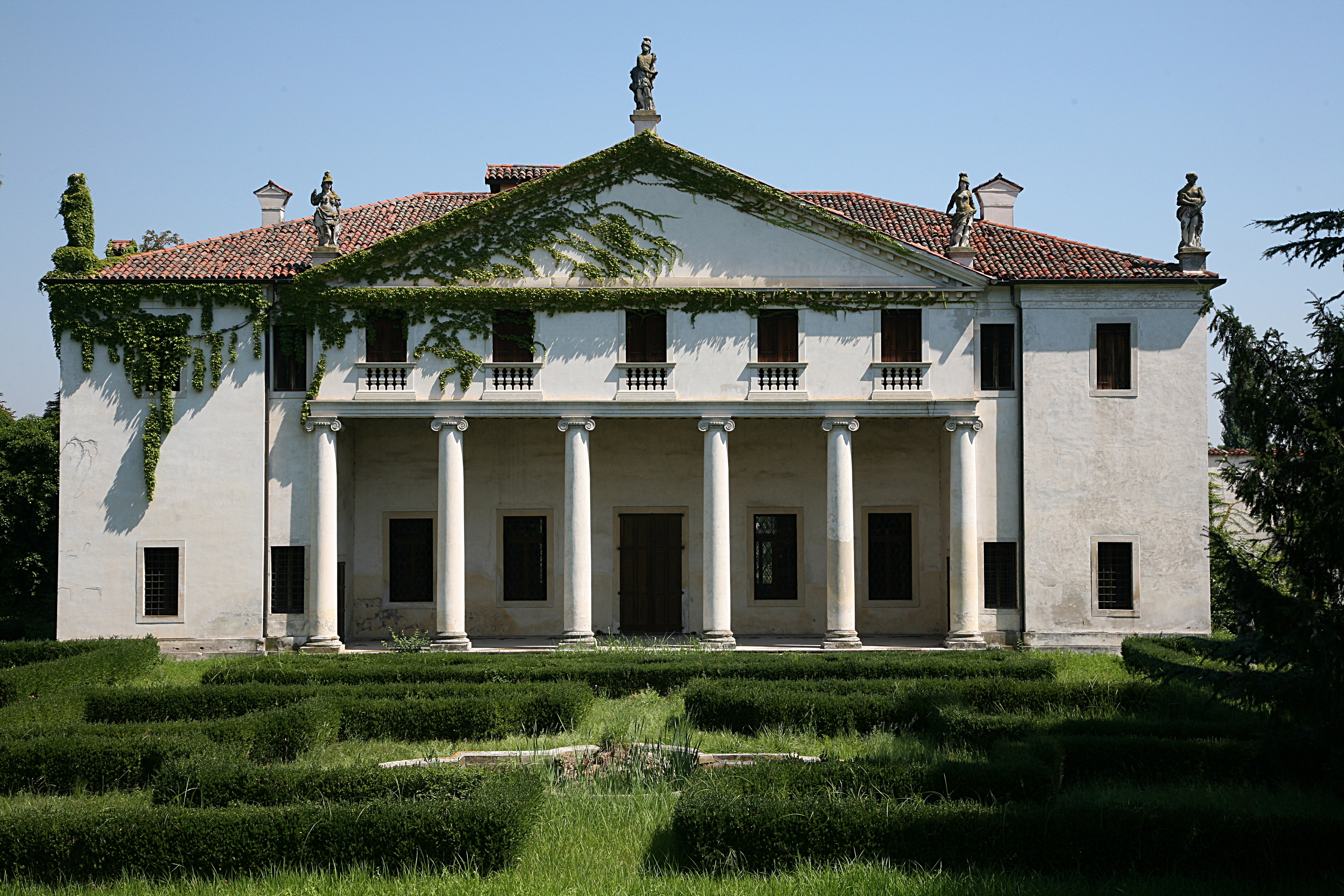
Villa

Bolzano Vicentino is een gemeente in de Italiaanse provincie Vicenza (regio Veneto) en telt 5964 inwoners (31-12-2004). De oppervlakte bedraagt 20,0 km², de bevolkingsdichtheid is 298 inwoners per km².
De volgende frazioni maken deel uit van de gemeente: Crosara, Lisiera, Ospedaletto.

## Demografie
Bolzano Vicentino telt ongeveer 2187 huishoudens. Het aantal inwoners steeg in de periode 1991-2001 met 20,1% volgens cijfers uit de tienjaarlijkse volkstellingen van ISTAT.
| Jaar | Inwoneraantal |
| ---- | ------------- |
| 1991 | 4543          |
| 2001 | 5455          |

## Geografie
Bolzano Vicentino grenst aan de volgende gemeenten: Bressanvido, Monticello Conte Otto, Quinto Vicentino, San Pietro in Gu (PD), Sandrigo, Vicenza.